# Liga Suprema de Ucrania 1995-96
La Liga Suprema de Ucrania 1995-96 fue la quinta edición del campeonato de fútbol de máximo nivel en Ucrania. Dinamo Kiev ganó el campeonato.

## Tabla de posiciones
|     | Equipo                       | Pts | PJ | PG | PE | PP | GF | GC |
| --- | ---------------------------- | --- | -- | -- | -- | -- | -- | -- |
| 1.  | Dinamo Kiev                  | 79  | 34 | 24 | 7  | 3  | 65 | 17 |
| 2.  | Chernomorets Odessa          | 73  | 34 | 22 | 7  | 5  | 56 | 25 |
| 3.  | Dnipro Dnipropetrovsk        | 63  | 34 | 19 | 6  | 9  | 65 | 34 |
| 4.  | CSKA-Borysfen Kiev           | 56  | 34 | 15 | 11 | 8  | 47 | 27 |
| 5.  | Metalurg Zaporizhia          | 52  | 34 | 16 | 4  | 14 | 49 | 42 |
| 6.  | Zirka Kirovohrad             | 50  | 34 | 14 | 8  | 12 | 37 | 33 |
| 7.  | Torpedo Zaporizhya           | 48  | 34 | 15 | 3  | 16 | 40 | 46 |
| 8.  | Karpaty Lviv                 | 46  | 34 | 12 | 10 | 12 | 39 | 39 |
| 9.  | Kremin Kremenchuk            | 46  | 34 | 14 | 4  | 16 | 46 | 56 |
| 10. | Shajtar Donetsk              | 45  | 34 | 13 | 6  | 15 | 44 | 43 |
| 11. | Prykarpattya Ivano-Frankivsk | 44  | 34 | 12 | 8  | 14 | 49 | 49 |
| 12. | Tavriya Simferopol           | 44  | 34 | 12 | 8  | 14 | 46 | 46 |
| 13. | Nyva Ternopil                | 42  | 34 | 13 | 3  | 18 | 37 | 42 |
| 14. | Kryvbas Kryvyi Rih           | 42  | 34 | 11 | 9  | 14 | 43 | 52 |
| 15. | Nyva Vinnytsia               | 40  | 34 | 11 | 7  | 16 | 28 | 36 |
| 16. | SK Mykolaiv                  | 38  | 34 | 10 | 8  | 16 | 37 | 53 |
| 17. | Volyn Lutsk                  | 34  | 34 | 9  | 7  | 18 | 34 | 58 |
| 18. | Zarya Lugansk                | 16  | 34 | 4  | 4  | 26 | 16 | 80 |

|  | Campeón de Ucrania y clasificado a la ronda previa de la Liga de Campeones |
|  | Segunda ronda previa de la Copa de la UEFA                                 |
|  | Ronda previa de la Recopa de Europa                                        |
|  | Fase de grupos de la Copa Intertoto                                        |
|  | Descenso a la Persha Liha                                                  |